# Ze’ev Elkin

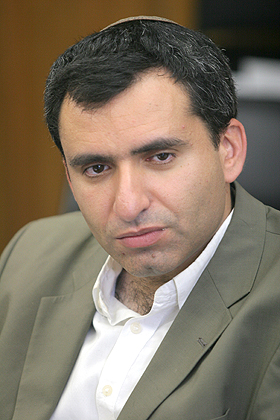
Ze’ev Elkin (2007)

Ze’ev Elkin (hebräisch זאב אלקין; * 3. April 1971 in Charkow, Ukrainische SSR, Sowjetunion) ist ein rechtsextremer israelischer Politiker (Kadima, Likud, Tikwa Chadascha). Er ist seit 2006 Mitglied der Knesset und seit 2015 Minister in wechselnden Ressorts. Von 2021 bis Dezember 2022 war er Minister für Bau- und Wohnungswesen.

## Leben
Elkin engagierte sich vor seiner Einwanderung (Alija) am 5. Dezember 1990 nach Israel in der Sowjetunion als Generalsekretär der Bnei Akiva, einer religiös-zionistischen Bewegung. Nach seiner Einreise leistete er seinen Militärdienst als Gefreiter in der israelischen Armee. Danach absolvierte er ein Studium in den Fächern Jüdische Geschichte und Mathematik an der Hebräischen Universität Jerusalem, das er 1994 mit einem Bachelor of Arts (B.A.) abschloss. Ein darauf folgendes postgraduales Studium der Jüdischen Geschichte beendete er ebenfalls 1994 an der Hebräischen Universität Jerusalem mit einem Master of Arts (M.A.).
Am 17. April 2006 wurde Elkin für die Kadima in der 17. Wahlperiode Mitglied der Knesset und gehörte dieser seither an. In dieser Wahlperiode war er bis Februar 2009 unter anderem Vorsitzender des Unterausschusses für die Aufnahme von Einwandererkindern und -jugendlichen sowie Mitglied der Parlamentsausschüsse für Finanzen, für Verfassung, Recht und Justiz, für Bildung, Kultur und Sport, für Kinderrechte, für Einwanderung, Einwandereraufnahme und Angelegenheiten der Diaspora sowie des Ausschusses gegen Drogen- und Alkoholmissbrauch und des Unterausschusses für die Probleme von Rentenzahlungen.
Während der 18. Legislaturperiode war Elkin zwischen Februar 2009 und Februar 2013 zeitweilig Vorsitzender des Hauptausschusses und der Unterausschüsse für Judäa und Samaria und für den Weltraum sowie Vorsitzender des Gemeinsamen Ausschusses für die Beratung des Gesetzentwurfs für Recht- und Verwaltungsordnung. Daneben war er Mitglied der Parlamentsausschüsse für Auswärtiges und Verteidigung, für Wissenschaft und Technologie, für öffentliche Petitionen, für Einwanderung, Einwandereraufnahme und Angelegenheiten der Diaspora sowie des Gemeinsamen Ausschusses für den Verteidigungshaushalt. Während dieser Zeit war er vorübergehend auch Vorsitzender der Lobbygruppen für Höhere Bildung an Universitäten und Colleges sowie für die Stärkung des jüdischen Volkes und Vorsitzender der Likud-Fraktion in der Knesset.
In der 19. Wahlperiode war Elkin seit dem 5. Februar 2013 Vorsitzender des Hauptausschusses sowie Mitglied der Parlamentsausschüsse für Finanzen sowie für Auswärtiges und Verteidigung. Am 18. März 2013 wurde Elkin stellvertretender Außenminister und bekleidete diese Funktion als Vertreter der Außenminister Benjamin Netanjahu  sowie anschließend Avigdor Lieberman bis zum 12. Mai 2014. Anschließend war er Vorsitzender des Knessetausschusses für Auswärtiges und Verteidigung sowie Mitglied des Hauptausschusses und der Ausschüsse für Wirtschaftsangelegenheiten, für Staatliche Kontrolle und des Gemeinsamen Ausschusses für den Verteidigungshaushalt.
Von Mai 2015 bis Mai 2016 war Elkin Minister für Einwanderung in Israel. Von August 2016 bis Mai 2020 war er Umweltminister im Kabinett Netanjahu IV. In Netanjahus fünftem Kabinett war Elkin ab Mai 2020 gleichzeitig Minister für höhere Bildung sowie für Wasserversorgung. Im Dezember 2020 verließ Elkin den Likud und trat zu Gideon Sa’ars neuer Partei Tikwa Chadascha („Neue Hoffnung“) über. Er trat als Minister zurück und legte sein Mandat in der Knesset nieder.
Als Drittplatzierter auf der Liste von Tikwa Chadascha wurde er bei der Parlamentswahl im März 2021 erneut in die Knesset gewählt. Anschließend wurde er zum Minister für Bau- und Wohnungswesen im Kabinett Bennett-Lapid ernannt.
Elkin verfolgt ein Dissertationsprojekt zur Erlangung eines Doctor of Philosophy (Ph.D.) im Fach Jüdische Geschichte an der Hebräischen Universität Jerusalem.

## Positionen
Elkin hat sich für eine schrittweise – „graduelle“ – Annexion palästinensischer Gebiete ausgesprochen. Zuerst sollen die großen Siedlungsblöcke annektiert werden und erst später der Rest. Elkin meinte, die internationale Gemeinschaft würde „ein wenig Husten“, es dann aber hinnehmen, so wie sie dies in der Vergangenheit getan habe. Den Palästinensern in den zu annektierenden Gebieten die israelische Staatsbürgerschaft und gleiche Rechte zu gewähren nannte er „eine gefährliche Lösung“. Er räumte jedoch ein, dass es unvermeidlich sei, ihnen „ein paar Rechte“ zu geben.